# 米尔肯多夫
米尔肯多夫（德語：Mielkendorf）是德国石勒苏益格－荷尔斯泰因州的一个市镇。总面积7.78平方公里，总人口1327人，其中男性660人，女性667人（2011年12月31日），人口密度171人/平方公里。